# Söderslätts sparbank
Söderslätts sparbank var en svensk sparbank med huvudkontor i Trelleborg. 

## Historik
Banken bildades 1965 genom sammanslagning av Skytts sparbank och Trelleborgs stads sparbank, båda med huvudkontor i Trelleborg. Skytts sparbank hade i sin tur skapats genom tidigare sammanslagning av Skytts härads sparbank och Klörup-Sparbanken.
År 1966 uppgick Vellinge sparbank i Oxie härads sparbank. Inför fusionen hade dessa två banker ingått ett avtal med Söderslätts sparbank om att justera gränserna så att de inte längre konkurrerade. Söderslätts sparbank avstod därmed från att verka i Vellinge socken och Svedala köping samtidigt som man blev ensam sparbank i Rängs landskommun.
Vid 60-talets slut hade banken tre kontor i Trelleborg samt ett vardera i Höllviksnäs, Alstad och Östra Grevie.
År 1984 gick Söderslätts sparbank samman med tre större skånska sparbanker för att bilda Sparbanken Skåne. Den banken bildade i sin tur Sparbanken Sverige 1992 som senare skulle gå ihop med Föreningsbanken 1997 för att bilda Föreningssparbanken, senare kallad Swedbank.